# Markt 13 (Greifswald)

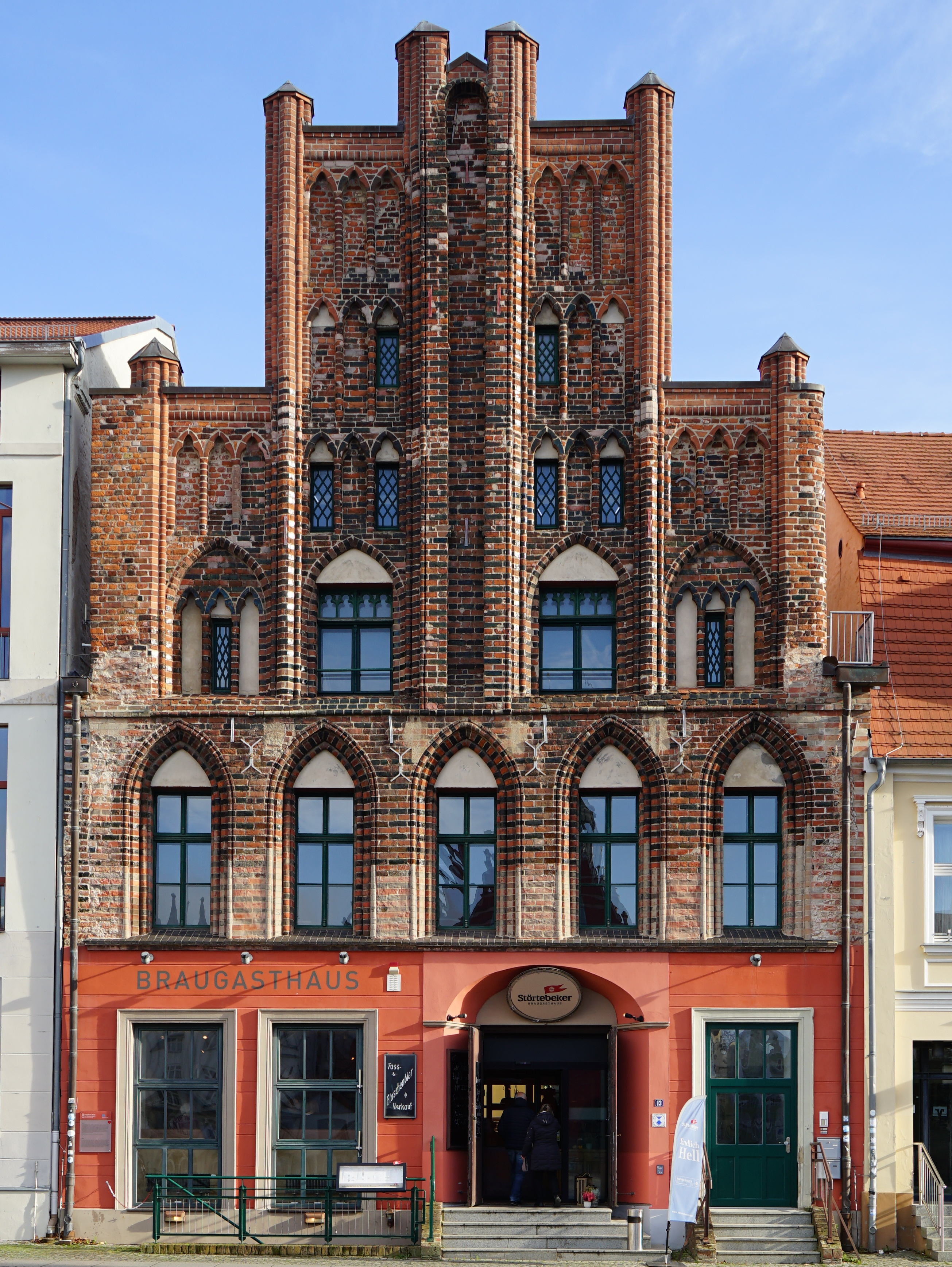
Markt 13

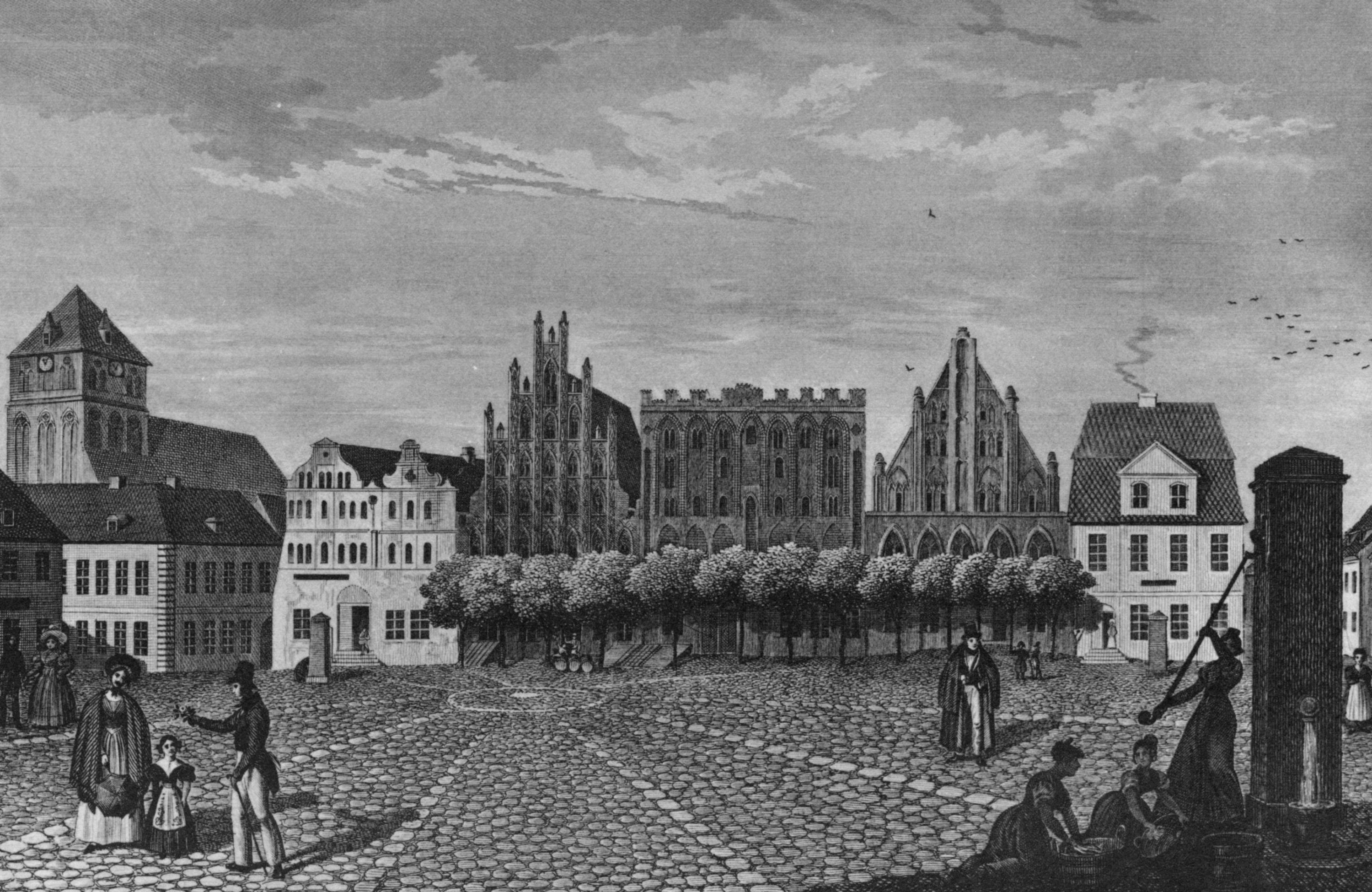
Ansicht von Haus (rechts, mit Spitzgiebel) und Marktplatz um 1845

Das Giebelhaus Markt 13 ist ein denkmalgeschütztes Bürgerhaus am Marktplatz von Greifswald. Mit seinem Schaugiebel gehört das ehemalige Wohnspeicherhaus zu den bedeutenden Bauten der Backsteingotik und hat einen der ältesten Giebel im südlichen Ostseeraum. in Norddeutschland.

## Geschichte
Der Kern des Hauses stammt aus dem 13./14. Jahrhundert. Der ursprüngliche Schildgiebel aus der Zeit des Mittelalters wurde später teilweise abgetragen und zu einem Spitzgiebel umgebaut. Im Jahr 1959 wurde dieser mit Betonsteinen zu einem Treppengiebel ergänzt. Bei der umfassenden Sanierung in den 1990er-Jahren wurden die Betonsteine durch gebrannte Ziegel ersetzt. Die dabei verwendeten Formziegel sind unglasiert, um die alten Teile der Fassade sichtbar zu machen.
Das Gebäude wurde mehrfach umgebaut. Der rückseitige Fachwerkgiebel, das Eingangsportal und der Dachstuhl stammen aus der Mitte des 17. Jahrhunderts, das Tonnengewölbe des Kellers aus dem frühen 18. Jahrhundert. Eine Zeitlang wurde das ganze Haus als Speicher genutzt. Der Kaufmann Theodor Cohn (1832–1919) ließ 1886 das Hausinnere umbauen und eröffnete ein Möbelgeschäft. Das Treppenhaus wurde im Stil der Neogotik neu gestaltet. Als aktives Mitglied stellte er der jüdischen Gemeinde dort einen Betsaal zur Verfügung, der bis in die 1930er-Jahre genutzt werden konnte. Cohns Sohn Hermann übernahm das Geschäft, zog aber 1929 mit seiner Frau nach Berlin um.
Seit 1995 wird das sanierte Haus gastronomisch genutzt. Über dem Braugasthaus liegen Büroräume. Für die im KZ Theresienstadt umgekommenen Hermann (1869–1942) und Hedwig Cohn (1872–1942) wurden im Oktober 2014 vor dem Haus zwei Stolpersteine verlegt.

## Lage und Beschreibung

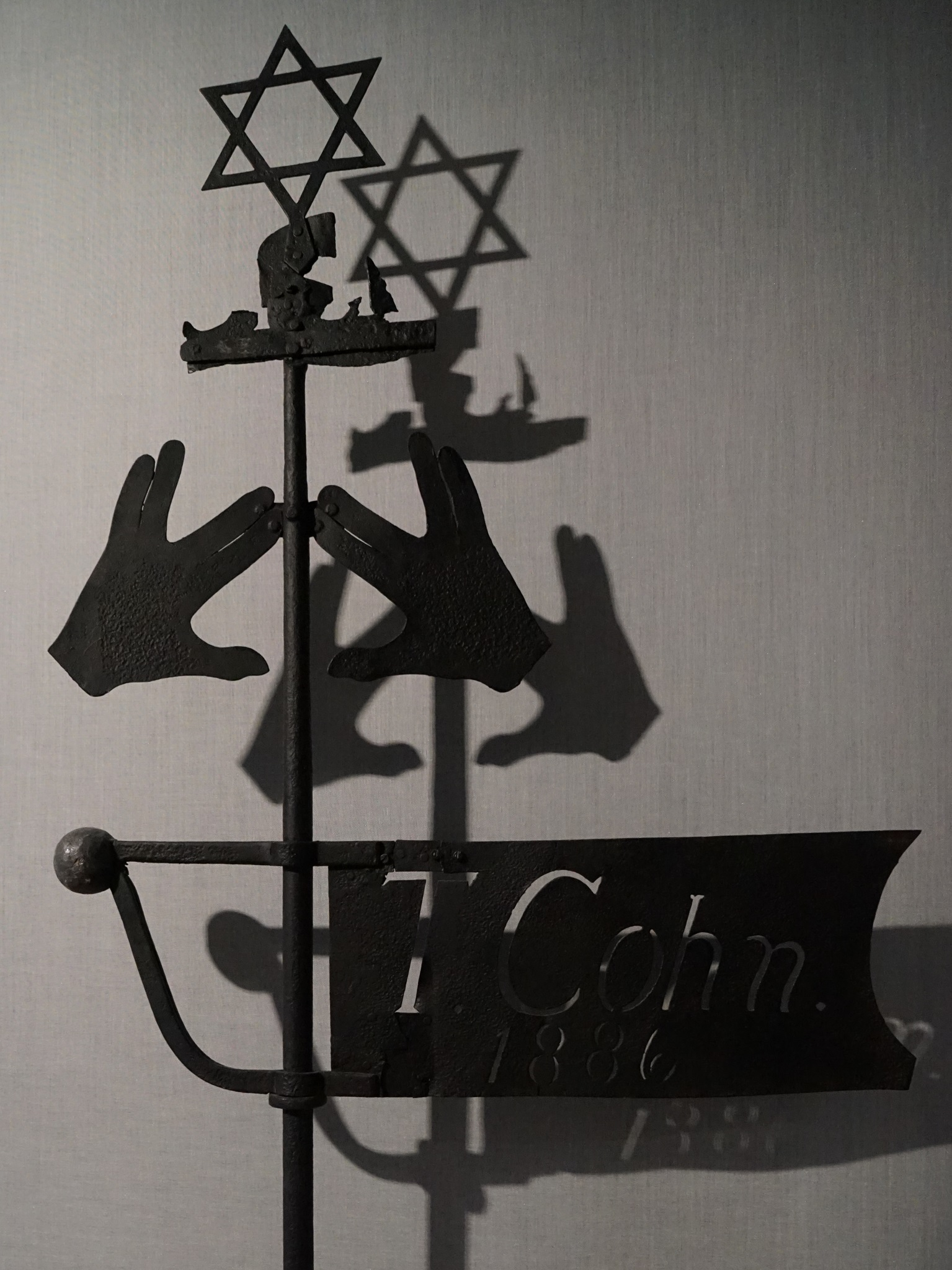
Ehemalige Wetterfahne des Hauses

Das Giebelhaus liegt an der Ostseite des Marktplatzes in der Altstadt. Die gesamte Hauszeile 10–14 steht unter Denkmalschutz. Während die Fassade des Nachbarhauses Markt 12 modern überformt wurde, hat die nördlich anschließende Nummer 11 eine mittelalterliche Fassade mit neugotischen Elementen.
Das Obergeschoss zeigt fünf Achsen mit Spitzbögen. Simse trennen es vom Erdgeschoss und vom Giebel. Dieser wird durch Wandpfeiler gegliedert. Ein flacher Pfeiler mit einer großen Nische dominiert die Mitte des Giebels. Nischen und Blenden der Dachgeschosse sind jeweils dreifach gekoppelt. Die Wirkung des Ziergiebels wird durch die Abfolge von schwarz- und rotglasierten Ziegelsteinen verstärkt. Ihre dunklere Farbgebung lässt den ehemaligen Spitzgiebel immer noch hervortreten. Die Gestaltung der Fensternischen lässt die Annahme zu, dass nicht alle Dachgeschosse als Speicher gedient haben.

## Wetterfahne
Die metallene Wetterfahne mit einer Kugel als Gegengewicht stammt aus dem 16. Jahrhundert. Theodor Cohn ließ sie um einen Davidstern und zwei Hände im aaronitischen Segensgestus. Letztere sind Symbol des Priesterstammes der Cohanim. Der Familienname Cohn weist auf die Abstammung von diesen hin. In die Fahnenfläche wurde „T. Cohn. 1886“ eingearbeitet. Die Wetterfahne wird im Pommerschen Landesmuseum ausgestellt.

## Belege
1. 1 2 3 4  mv-trip.de: Markt 13 Greifswald. (Abgerufen am 2. Dezember 2024.)
2. 1 2  greifswald.de: Gotische Giebelhäuser Markt 11 & 13. (Abgerufen am 2. Dezember 2024.)
3. 1 2 3  Gunter Dehnert, Joachim Krüger (Hrsg.): Pommern Land am Meer. Katalog zur landesgeschichtlichen Dauerausstellung des Pommerschen Landesmuseums Greifswald. Fulda 2022, ISBN 978-3-00-072914-0. S. 215.

Koordinaten: 54° 5′ 44,4″ N, 13° 22′ 55,9″ O